# 谊柯
谊柯（学名：Lithocarpus listeri）是壳斗科柯属的植物。分布于缅甸、尼泊尔、印度以及中国大陆的西藏等地，生长于海拔1,000米的地区，见于常绿阔叶林中，目前尚未由人工引种栽培。